# Народен артист на СССР
Народен артист на СССР (на руски: Народный артист СССР) е почетно звание в Съветския съюз.
То се дава на изтъкнати съветски дейци на театъра, музиката, киното, цирка, радиото и телевизията. От създаването на званието на 13 януари 1936 година до последното му връчване на 21 декември 1991 година то е дадено на 1006 души.